# 笑神様は突然に…
『笑神様は突然に・・・』（わらがみさまはとつぜんに・・・）は、日本テレビ系列で不定期に放送されているお笑いロケバラエティ番組。
2度にわたり特別番組として放送されたのち、2013年4月19日から2015年9月18日まで毎週金曜 19:00 - 19:56にレギュラー放送された後、レギュラー放送終了後も、不定期に特別番組として放送され続けている。なおレギュラー放送開始直前の2013年3月22日にもスペシャルが放送された。

## 概要
普段から仲の良い芸能人グループのプライベートに密着し、「笑いの神」が降りてきた瞬間を紹介する。初期にはロケ特有の段取りは無く、時系列も無視して面白くない部分はすべてカットされ、不意にやってきた笑える瞬間のみをランキング形式で連続で発表するという形式だった。ランキングの順位は当初はスタッフが決めていたが、2013年8月30日放送分からは内村が決めていた。
2014年6月20日放送分からはリニューアルを行い、スタジオセットが変更された。また、それまでは1つのロケのVTRをランキングに合わせて分割し、各ロケの映像をバラバラに混ぜて放送していたが、同放送分からはランキング形式がなくなり、ロケごとに別々のコーナーとして放送されるようになった。VTR再生中に内村（稀に宮川）が気になった箇所でSTOPボタンを押すことにより、VTRを中断してトークに入る。この形式については、特別番組『笑神様は真夜中に…』において実験的に行われていた。番組の最後には、笑いたいゲストが「最も笑神様が降りていたシーン」を決める。
2015年4月以降は当該枠がローカルセールス枠へ変更されるため、一部の放送局は同時ネットから外れる（詳細は#ネット局を参照）が、公式サイトでは放送終了後7日間無料配信（『日テレ無料（TADA）! by 日テレオンデマンド』サービス（GYAO!にて委託配信））を実施しているため、これを再生できる環境さえあればほぼタイムラグなしの視聴は可能である。
視聴率低迷により、9月18日でレギュラー放送を終了。最終回は2時間スペシャルで過去の総集編から選りすぐったベスト31を放送。「最も笑神様が降りた瞬間」は2014年7月11日放送分のチーム日村会「ハンバーグ師匠の奇跡」だった。なお、レギュラー放送終了後も不定期で特別番組として放送されているため、レギュラー最終回では番組終了の挨拶は一切無かった。

## 出演者
MC
- 内村光良（ウッチャンナンチャン）

レギュラー
- 宮川大輔（笑神マスター） - 鉄道BIG4、島シリーズ等のロケチームにカメラ役で同行。 2014年8月8日放送分では、夏バテで番組を欠席した内村の代理でMCを務めた。
- 千鳥（大悟・ノブ）- レギュラー版では島シリーズ等のロケに不定期出演、特番からはほぼ毎回出演しているが、2022年以降は裏番組の影響で出演が減少し、2024年現在は新春スペシャルのみに出演している。

### 主なロケゲスト
※チーム名は多少違う回もある。
| チームローラ&具志堅 - ローラ - 具志堅用高 - 藤岡弘、 チーム鉄道BIG4 - 中川礼二（中川家） - 南田裕介（ホリプロマネージャー） - 吉川正洋（ダーリンハニー） - 岡安章介（ななめ45°） - 松井玲奈 - 六角精児 - 常盤貴子 | チーム動物好き - 田中直樹（ココリコ） - 星田英利 - ロッチ - 橋本環奈 チーム東北 - サンドウィッチマン - 中川家 - 狩野英孝 チームおぎ軍団 スーパーサラリーマン - 小木博明（おぎやはぎ） - 鈴木拓（ドランクドラゴン） - 児嶋一哉（アンジャッシュ） | チーム傷心ツアー - 島田秀平 - 陣内智則 - 井戸田潤（スピードワゴン） - チャンカワイ（Wエンジン） 千鳥の島シリーズ 千鳥の大学シリーズ - 千鳥 チーム平愛梨 - 平愛梨 - オードリー チームでんじろう - 米村でんじろう - 鈴木福 - 千鳥 | チーム瀧・直太朗・武井 - ピエール瀧 - 森山直太朗 - 武井壮 チームふなっしー - ふなっしー - 高見沢俊彦（THE ALFEE） - 神田沙也加 - 高橋茂雄（サバンナ） チーム幕末好き - 武田鉄矢 - 品川祐（品川庄司） - ビビる大木 - 劇団ひとり |

### 笑いたいゲスト
主に10代後期から30代前期までのお笑い芸人以外の若手女性芸能人が出演する事がほとんどだが、30代後期または40代の中堅女性芸能人も出演する事がある。なお、普段バラエティ番組には出演する事のない女優は日本テレビ系のドラマや最新映画などの宣伝として出演する事が多いが、宣伝無しで出演する場合もある。

## 特別番組の放送日時
※放送時間拡大による特別番組、番宣番組およびそれに準じた特別番組を除く。
| 回数   | 復活特番回数 | 放送日時       | 曜日   | 放送時間       | 備考                                                                     |
| ------ | ------------ | -------------- | ------ | -------------- | ------------------------------------------------------------------------ |
| 第1回  | なし         | 2012年07月28日 | 土曜日 | 13:30 - 14:30  | 『サタデーバリューフィーバー』枠 （この回のみ関東ローカルでの放送）      |
| 第2回  | なし         | 2013年01月01日 | 火曜日 | 23:55 - 翌0:50 | 全国ネット                                                               |
| 第3回  | なし         | 2013年03月22日 | 金曜日 | 19:00 - 20:54  | 全国ネット                                                               |
| 第4回  | なし         | 2013年10月16日 | 水曜日 | 23:59 - 翌0:54 | 『プラチナイト』枠で『笑神様は真夜中に…』のタイトルで全国ネット          |
| 第5回  | なし         | 2014年01月01日 | 水曜日 | 23:30 - 翌0:25 | 『笑神様は真夜中に…』のタイトルで全国ネット                              |
| 第6回  | なし         | 2015年01月01日 | 木曜日 | 23:10 - 翌0:05 | 『笑神様は真夜中に…』のタイトルで全国ネット                              |
| 第7回  | 第1回        | 2015年12月23日 | 水曜日 | 21:00 - 22:54  | 全国ネット                                                               |
| 第8回  | 第2回        | 2016年01月01日 | 金曜日 | 23:15 - 翌0:10 | 『笑神様は真夜中に…』のタイトルで全国ネット                              |
| 第9回  | 第3回        | 2016年09月24日 | 土曜日 | 21:00 - 22:54  | 全国ネット                                                               |
| 第10回 | 第4回        | 2016年10月10日 | 月曜日 | 23:59 - 翌0:54 | 『プラチナイト』枠で『笑神様は真夜中に…』のタイトルで全国ネット          |
| 第11回 | 第5回        | 2017年05月01日 | 月曜日 | 21:00 - 22:54  | 全国ネット                                                               |
| 第12回 | 第6回        | 2017年09月25日 | 月曜日 | 21:00 - 22:54  | 全国ネット                                                               |
| 第13回 | 第7回        | 2018年01月01日 | 月曜日 | 10:00 - 13:00  | 全国ネット                                                               |
| 第14回 | 第8回        | 2018年04月04日 | 水曜日 | 21:00 - 22:54  | 全国ネット                                                               |
| 第15回 | 第9回        | 2018年09月27日 | 木曜日 | 19:00 - 20:54  | 全国ネット                                                               |
| 第16回 | 第10回       | 2019年01月01日 | 火曜日 | 9:30 - 13:00   | 全国ネット                                                               |
| 第17回 | 第11回       | 2019年04月04日 | 木曜日 | 19:00 - 20:54  | 全国ネット                                                               |
| 第18回 | 第12回       | 2019年10月30日 | 水曜日 | 19:00 - 20:54  | 全国ネット                                                               |
| 第19回 | 第13回       | 2020年01月01日 | 水曜日 | 9:30 - 12:00   | 全国ネット                                                               |
| 第20回 | 第14回       | 2020年04月23日 | 木曜日 | 19:00 - 20:54  | 全国ネット                                                               |
| 第21回 | 第15回       | 2020年07月23日 | 木曜日 | 19:00 - 20:54  | 全国ネット                                                               |
| 第22回 | 第16回       | 2020年12月21日 | 月曜日 | 23:59 - 翌0:54 | 4年ぶりの『プラチナイト』枠で『笑神様は真夜中に…』のタイトルで全国ネット |
| 第23回 | 第17回       | 2021年01月10日 | 日曜日 | 19:58 - 21:54  | 全国ネット（初の日曜での放送）                                           |
| 第24回 | 第18回       | 2021年05月17日 | 月曜日 | 23:59 - 翌0:54 | 『プラチナイト』枠で『笑神様は真夜中に…』のタイトルで全国ネット          |
| 第25回 | 第19回       | 2021年05月23日 | 日曜日 | 19:00 - 20:54  | 全国ネット（二度目の日曜での放送）                                       |
| 第26回 | 第20回       | 2021年09月19日 | 日曜日 | 19:00 - 20:54  | 全国ネット（三度目の日曜での放送）                                       |
| 第27回 | 第21回       | 2021年12月27日 | 月曜日 | 23:59 - 翌0:54 | 『プラチナイト』枠で『笑神様は真夜中に…』のタイトルで全国ネット          |
| 第28回 | 第22回       | 2022年01月09日 | 日曜日 | 19:58 - 21:54  | 全国ネット（四度目の日曜での放送）                                       |
| 第29回 | 第23回       | 2022年07月24日 | 日曜日 | 19:58 - 21:54  | 全国ネット（五度目の日曜での放送）                                       |
| 第30回 | 第24回       | 2023年1月1日   | 日曜日 | 11:00 - 15:00  | 全国ネット（六度目の日曜での放送） 正月スペシャル                        |
| 第31回 | 第25回       | 2023年1月29日  | 日曜日 | 19:58 - 21:54  | 全国ネット（七度目の日曜での放送）                                       |
| 第32回 | 第26回       | 2023年6月18日  | 日曜日 | 19:58 - 21:54  | 全国ネット（八度目の日曜での放送）                                       |
| 第33回 | 第27回       | 2024年1月1日   | 月曜日 | 12:00 - 14:50  | 全国ネット 正月スペシャル                                                |
| 第34回 | 第28回       | 2024年3月10日  | 日曜日 | 19:58 - 21:54  | 全国ネット（九度目の日曜での放送）                                       |
| 第35回 | 第29回       | 2024年8月25日  | 日曜日 | 19:58 - 21:54  | 全国ネット（十度目の日曜での放送）                                       |
| 第36回 | 第30回       | 2025年1月19日  | 日曜日 | 19:00 - 20:54  | 全国ネット（十一度目の日曜での放送）                                     |
| 第37回 | 第31回       | 2025年7月31日  | 木曜日 | 19:00 - 21:00  | 全国ネット（5年振り木曜日での放送）                                      |

- 不定期復活特番に移行後は、主に平日のゴールデン帯を中心に放送されている。なお2020年12月までは唯一日曜日にはゴールデン帯（主に19 - 21時台）も含めて放送された事は一度もなかった[10]が、2021年以降は日曜日での放送が多くなっている。

## 主な企画

### 鉄道BIG4
本番組の看板企画で、礼二（中川家）、吉川正洋（ダーリンハニー）、岡安章介（ななめ45°）、南田裕介の4人が鉄道で旅をする。
VTR冒頭で宮川がBIG4とゲストに挨拶するも、ガン無視→宮川がゲストを除く誰かにボディアタック等で攻撃するのが定番。
2020年9月には、天夢人が発行する鉄道雑誌『旅と鉄道』で本企画を題材としたムック本が発売された。
2020年7月23日放送分から2022年末まで、新型コロナウィルス感染症拡大の影響でロケが困難なため、コーナー自体が休止されていた。
2023年1月29日放送分より3年ぶりに復活した。

### 千鳥の島シリーズ
千鳥の2人がいろいろな島を旅する企画。大悟が港で海に飛び込むネタがある（わざとで、トークしながら落ちるのが定番。回によってはゲスト（殆どが芸人）もトークや企画内のワンコーナー中・便乗飛び込み、中には慌てて海に飛び込んだりする芸人もいた）。

### スーパーサラリーマン
元はチームおぎ軍団でのロケで、スーツ姿の鈴木拓が持ち前の運動神経で難しいアクロバチックコースで見事に着地したことがきっかけで生まれた企画。
小柄な鈴木拓はスーツでカバンを持つといかにも平凡なサラリーマンにしか見えないがそんな彼がスーパープレイにチャレンジし成功させていくことにより人気企画となった。
挑戦したのはバンジージャンプ、空中ブランコ、ホバーボード、流鏑馬など。2014年と2015年には「鳥人間コンテスト」にパイロットとして挑戦する長期企画を行いダイエットやトレーニング・飛行訓練などを行って身体を絞り本番を迎えていた。

### 中堅芸人ロケバトル
新型コロナ禍により2020年以降、自粛や緊急事態宣言・蔓延防止等重点措置等の各種要請により、大移動ロケがしにくくなったことにより始まった企画。

## ネット局
レギュラー放送終了時点
| 放送対象地域   | 放送局                    | 系列           | 放送時間                     | 遅れ       |
| -------------- | ------------------------- | -------------- | ---------------------------- | ---------- |
| 関東広域圏     | 日本テレビ（NTV）         | 日本テレビ系列 | 金曜 19:00 - 19:56           | 制作局     |
| 北海道         | 札幌テレビ（STV）         | 日本テレビ系列 | 金曜 19:00 - 19:56           | 同時ネット |
| 青森県         | 青森放送（RAB）           | 日本テレビ系列 | 金曜 19:00 - 19:56           | 同時ネット |
| 岩手県         | テレビ岩手（TVI）         | 日本テレビ系列 | 金曜 19:00 - 19:56           | 同時ネット |
| 宮城県         | ミヤギテレビ（MMT）       | 日本テレビ系列 | 金曜 19:00 - 19:56           | 同時ネット |
| 秋田県         | 秋田放送（ABS）           | 日本テレビ系列 | 金曜 19:00 - 19:56           | 同時ネット |
| 山形県         | 山形放送（YBC）           | 日本テレビ系列 | 金曜 19:00 - 19:56           | 同時ネット |
| 福島県         | 福島中央テレビ（FCT）     | 日本テレビ系列 | 金曜 19:00 - 19:56           | 同時ネット |
| 山梨県         | 山梨放送（YBS）           | 日本テレビ系列 | 金曜 19:00 - 19:56           | 同時ネット |
| 新潟県         | テレビ新潟（TeNY）        | 日本テレビ系列 | 金曜 19:00 - 19:56           | 同時ネット |
| 長野県         | テレビ信州（TSB）         | 日本テレビ系列 | 金曜 19:00 - 19:56           | 同時ネット |
| 静岡県         | 静岡第一テレビ（SDT）     | 日本テレビ系列 | 金曜 19:00 - 19:56           | 同時ネット |
| 富山県         | 北日本放送（KNB）         | 日本テレビ系列 | 金曜 19:00 - 19:56           | 同時ネット |
| 石川県         | テレビ金沢（KTK）         | 日本テレビ系列 | 金曜 19:00 - 19:56           | 同時ネット |
| 福井県         | 福井放送（FBC）           | 日本テレビ系列 | 金曜 19:00 - 19:56           | 同時ネット |
| 鳥取県・島根県 | 日本海テレビ（NKT）       | 日本テレビ系列 | 金曜 19:00 - 19:56           | 同時ネット |
| 広島県         | 広島テレビ（HTV）         | 日本テレビ系列 | 金曜 19:00 - 19:56           | 同時ネット |
| 山口県         | 山口放送（KRY）           | 日本テレビ系列 | 金曜 19:00 - 19:56           | 同時ネット |
| 徳島県         | 四国放送（JRT）           | 日本テレビ系列 | 金曜 19:00 - 19:56           | 同時ネット |
| 香川県・岡山県 | 西日本放送（RNC）         | 日本テレビ系列 | 金曜 19:00 - 19:56           | 同時ネット |
| 愛媛県         | 南海放送（RNB）           | 日本テレビ系列 | 金曜 19:00 - 19:56           | 同時ネット |
| 高知県         | 高知放送（RKC）           | 日本テレビ系列 | 金曜 19:00 - 19:56           | 同時ネット |
| 長崎県         | 長崎国際テレビ（NIB）     | 日本テレビ系列 | 金曜 19:00 - 19:56           | 同時ネット |
| 熊本県         | くまもと県民テレビ（KKT） | 日本テレビ系列 | 金曜 19:00 - 19:56           | 同時ネット |
| 鹿児島県       | 鹿児島読売テレビ（KYT）   | 日本テレビ系列 | 金曜 19:00 - 19:56           | 同時ネット |
| 近畿広域圏     | 読売テレビ（ytv）         | 日本テレビ系列 | 火曜 0:54 - 1:59（月曜深夜） | 遅れネット |
| 中京広域圏     | 中京テレビ（CTV）         | 日本テレビ系列 | 金曜 1:52 - 2:54（木曜深夜） | 遅れネット |
| 福岡県         | 福岡放送（FBS）           | 日本テレビ系列 | 日曜 0:59 - 1:59（土曜深夜） | 遅れネット |

- 2015年3月13日まではネットワークセールス枠であるが、同年4月10日からはローカルセールス枠に変更になった[16]。それに伴い、一部の局では通常時に同時ネットから外れて別枠での放送となるほか、19:00からの2時間スペシャル放送時には20時台がネットワークセールス枠の関係上、19:56に飛び乗りとなるものの、臨時同時ネットとする対応が行われていた（編成によっては全編臨時同時フルネットとすることもあった）。また、通常時は同時ネットの局であっても、一部ネット局では週によっては自主編成を行う場合がある。その場合は他日に振替放送するか臨時非ネットとすることがあった（当該日がスペシャル放送時の際の対応は通常時の遅れネット局に準じる）。
- 2015年4月10日から9月18日までテレビ宮崎では、2時間スペシャルの場合のみ同時ネットしていた[17]。また、大分県では大分放送（OBS）が2時間スペシャルを中心に不定期で放送していた。2015年12月23日・2016年9月24日・2017年5月1日・2017年9月25日・2018年4月4日・2019年10月30日・2021年1月10日の2時間スペシャルに関しては日本テレビ系の編成となる曜日での放送のためテレビ大分[18]で放送した[19]。
- 琉球放送（RBC・TBS系列）は、2015年3月で打ち切りになった。

## テーマソング
- ヒャダイン「笑いの神様が降りてきた!」

## スタッフ

### 2013年1月1日放送分
- ナレーション：平田広明
- 題字：MAAYA SHO
- 構成：丸山浩司、片岡正徳
- TM：江村多加司
- SW：鎌倉和由
- CAM：高野信彦
- MIX：高木哲郎
- VE：天内理絵
- 照明：鈴木道隆
- ロケ技術：ビデオスクエア、スウィッシュ・ジャパン
- 美術プロデューサー：高津光一郎
- デザイン：本田恵子
- 大道具：伊藤庄吾
- 小道具：吉田浩
- メイク：栗原真理亜
- 編集：筒井公太
- MA：田邊雅之
- CG：アイヴリック・スタジオ
- 音効：保苅智子
- TK：山沢啓子
- リサーチ：宮崎めぐみ
- 技術協力：NiTRO、オムニバスジャパン、東京オフラインセンター
- 美術協力：日テレアート
- 編成：池田潔美
- 編成企画：小野隆史、吉無田剛
- 宣伝：角田久美子
- デスク：難波亜矢
- AD：末永裕俊、川畑俊介、渡辺麻未
- AP：菅原めぐみ、新田和香子
- ディレクター：森伸太郎、我妻哲也、石﨑史郎、小原靖広、須田岳未
- 演出：福田逸平太、黒川高
- プロデューサー：松本京子、佐藤里絵、坂井康世
- チーフプロデューサー：加藤幸二郎
- 制作協力：SION
- 製作著作：日本テレビ

### レギュラー版
- ナレーション：平田広明
- 構成：そーたに、石原健次、丸山浩司、片岡正徳
- TM：樋口正史
- SW：鎌倉和由
- SW/CAM：高野信彦
- CAM：田代義昭、東武志
- MIX：小境健太郎、辻直哉、滝口祐造
- AUD：林英毅、滝口祐造、山口直樹、村瀬修一、太田黒健至、辻直哉、松田崇史
- VE：斎藤孝行、矢田部昭
- 照明：千葉雄、藤山真緒、木村史弥、宮田千尋、粂野高央
- ロケ技術：ビデオスクエア、キャミックス、Be zero
- 美術プロデューサー：栗原和也
- デザイン：北原龍一
- メイク：塩山千明
- 装置：武井俊幸
- 電飾：近藤喜大
- 装飾：高橋吉彦
- 編集：小嶺浩一、永岡大輔
- MA：田邊雅之
- CG：アイヴリック・スタジオ
- 音効：保苅智子、岡田淳一
- リサーチ：宮内智弘、田中利幸
- 技術協力：NiTRO、omnibus japan、ジャパンテレビ、東京オフラインセンター
- 美術協力：日テレアート、MAAYA SHO（以前は、題字）
- 制作進行：森美紀子
- デスク：富重裕子
- TK：山沢啓子
- AD：上原彩子、田場亮耶、長野郁子、沖浦雅俊、市田卓也、山外翼、藤井妃、相川生、長沼秀幸、寺岡沙織、山本祥太、松本優佳、加藤未来、今野舞紀、小林穂波、水賀美佑太（週替り）
- AP：山下仁志、朝倉康晴、柴垣早智子、竹内加奈子、後藤めぐみ
- ディレクター：目黒隆志、川畑俊介、小林淳一、大西徹、我妻哲也（毎週）/ 猪股由太郎、牛山亜紀子、平元潤、東海林大介、武信考、酒井甚哉、長岡新、加藤昌義、小口馨、南大輔、山本圭亮（週替り）
- 演出：福田逸平太/黒川高、森伸太郎
- プロデューサー：横田崇、吉田尚代/佐藤里絵、鈴木希巳江、菅原めぐみ（菅原→以前は、AP）、阿河朋子、山口正博（山口→以前は、AP）、坂本真起子
- チーフプロデューサー：伊東修
- 制作協力：SION、Sp!ce Factory、極東電視台、えすと、AX-ON
- 製作著作：日本テレビ

#### 過去のスタッフ（レギュラー版）
- 構成：藤井靖大
- TM：江村多加司
- AUD：山田淳
- ロケ技術：ゼータ
- 美術プロデューサー：高津光一郎
- デザイン：本田恵子
- メイク：栗原真理亜
- 編集：筒井公太
- リサーチ：フォーミュレーション、佐藤直也
- 編成：池田潔美、佐藤俊之
- 広報：斉藤由美
- 営業：東井文太、中山大輔、末岡寛雄
- 制作補佐：難波亜矢、山崎麻里江
- AD：小原靖広、白石公太、齋藤麻都夏、小柳直康、甲斐絢子、長谷川智也
- AP：岬千鶴、新田和香子、米村まどか、伊藤康一、今泉昌子、菊池美奈子、由茅奈保美、今村奈津紀
- ディレクター：塩入修、三上昭人、渡邊伸、磯部修、鈴木潤一郎、徳江雄一
- プロデューサー：毛利忍、坂井康世、山﨑雄二、首藤光典
- 統括プロデューサー：松本京子（以前は、プロデューサー）
- チーフプロデューサー：加藤幸二郎

### 復活特番時代のスタッフ（2025年7月31日放送分）
- 演出：石﨑史郎（第12回-）/森伸太郎
- 企画：福田逸平太（第11回-、以前は、演出）、黒川高（第23回-、以前は、演出）
- ナレーション：平田広明
- 構成：そーたに、石原健次、丸山浩司（丸山→第1-25,27,29,31回）、片岡正徳
- TM：木村博靖（第27回-）
- SW：髙野信彦（第1-13,20,23-25,27回-、第19,22回はCAM）
- CAM：水梨潤（第23,30回-）
- MIX：小境健太郎（第1-13,19-21,24,26,28回-）
- VE：佐久間治雄（第13,24,29,31回）
- 照明：池長正宏（第25,29,31回）
- ロケ技術：Be ZERO（第3-15,17,20,22回-）、極東電視台（第21,30回-）、EAT（第1,22,24-27,31回、第7,10,13回は技術協力）、ネットビジョン（第31回）、BIG VOICE（第30回-）
- 美術プロデューサー：高塚敏史（第27回-）
- デザイン：石井智也（第31回）
- 電飾：池田大介（第5,15,16,28回-）
- メイク：柴田茜（第29,31回）
- 大道具：武井俊幸（第16,18-29,31回、第15回までは、装置）
- 小道具：高橋ひより（第23回-）
- 編集：小嶺浩一、永岡大輔（第3回-）
- MA：田邊雅之
- CG：アイブリックスタジオ
- 音効：保苅智子、鶴巻香奈（鶴巻→第5回-）
- 技術協力：NiTRO、UNBIT.（UN→第31回）、ジャパンテレビ、東京オフラインセンター
- 美術協力：日テレアート
- 撮影協力：米田建築工房、TRUNK DESIGN OFFICE、SALT(福岡移住計画)、SEC、ナガシマリゾート、誠眼鏡店、フナイリバ、OPERAHOUSE 東京（共に第31回）
- 制作進行：森美紀子（第15回までと第17回-、第16回は進行）
- デスク：富重裕子
- TK：山沢啓子
- ディレクター：目黒隆志（第3-15,17,19,22,24,26-29,31回）、西本幸平（第28,29,31回）、海徳俊治（第30回-）、土井皓太（第31回）、徳江雄一（第23,25,26,28,30回-）、石岡裕將（第27,28,30回-、第13,14回はAD）、松井美保（第22,25-29,31回）、川畑俊介（第3,9,12,14,31回）、中村慎吾（第18,22,25-29,31回）、馬目雅寿（第15,17,26-28,31回）、宮本勇佑（第31回）/森永泰成（第31回）、関口克哉（第31回）、粂野敬祐（第27,31回）、木村立志（第28,31回）、大野哲平（第31回）、中村唯（第31回）、柳田悠香（第31回）、林春乃（第31回）、浅間力輝（第31回）、小園知沙（第31回）、藤田あかね（第27,28,30回-）、松本奈月（第31回）
- プロデューサー：藤崎一成（第16回-）、末延靖章（第6-15,29回-）、鈴木希巳江（第1-11,14,15,17,19,20,22,24回-）、菅原めぐみ（第1,3,5-7,10,11,24回-）、小林香央莉（第24,25,31回）、安田友里（第26-28,30回-）、阿河朋子（第1-20,22-29,31回）、朝倉康晴（第3-20,22,23,25-29,31回、第1回は、AP）、山口正博（第1-15,17,19,20,22-28,30回-）、蒲生晃太（第31回）/ 瀬川玲緒奈（第27,28,30回-）、斉藤陽子（第20,22,27,28,30回-、第12,14,15,17,19回はAP）、小林穂波（第22,31回、第1,3,5-7,9-11,14回はAD、第13,15,19,20回はディレクター、第17回はAP）
- チーフプロデューサー：鈴木淳一（第31回）
- 制作協力：SION（第2-11,14,15,17,19,20,22回-）、極東電視台（第1-11,14,19-28,30回-）、えすと（第1-20,22-29,31回）、AXON（第1-15,17,19,20,22-28,30回-）
- 製作著作：日テレ

#### 過去のスタッフ（復活特番時代）
- TM：樋口正史（第1回）、吉松耕司（第3-26回）
- CAM：東武志（第1回）、鎌倉和由（第3,5-7回）、大庭茂嗣（第8-11,13,21,25,26回）、高松理恵（第12,24回）、高(髙)木亮（第20,27-29回）
- AUD：辻直哉（第1回）、藤原靖久（第19回）、中野裕介（第21回）
- VE：矢田部昭（第1,3回）、牛山敏彦（第5-10回）、石野太一（第11回）、鈴木昭博（第12回）、橋詰聖仁（第18-20,23回）、池田祐一郎（第21回）、向山江梨佳（第22,30回）、北岡大輔（第25,27,28回）、塩原和益（第26回）
- MIX：宮内貞（第22回）、梓沢曜平（第23,25回、第18回はAUD）、加賀金重郎（第27回）
- 照明：宮田千尋（第1-4,6,9回）、木村弥史（第5回）、千葉雄（第7,8,10-15,18-20,22,24,26回）、谷田部恵美（第17回）、井口弘一郎（第21回、第16回は弘一朗名義）、小笠原雅登（第23,28回）、名取孝昌（第27回）、仲野貴信（第30回）
- 音効：岡田淳一（第3回）
- ロケ技術：ビデオスクエア（第1回）、ESPACIO（第7,17,23回）、J-Crew（第12回）、山本啓太（第12,14回）、プレゼンスクルー（第16回）、TSP（第18回）、NiTRO（第21回）、株式会社ライズ・アップ（第27,30回）、スウィッシュジャパン（第30回、第10回はSWISH JAPAN名義）、アートフレンドオート、minatoya（共に第30回）
- 美術プロデューサー：栗原和也（第1-19回）、木村武史（第20-26回）
- デザイン：北原龍一（第1-30回）
- 大道具：山本純樹（第30回）
- 小道具：片岡あさみ（第18-20回、第8回は、片山名義、第9-14回は、装飾）、大熊ももの（第21,22回）
- メイク：塩山千明（第1,3,7-10回）、畠山紗矢香（第5,6,11,13-17回）、上田碧衣（第12回）、奥松かつら（第18-28回）、橋本美里（第30回）
- 電飾：佐藤勉（第1-4,6-8,11,13,14回）、上船海（第12回）
- 装飾：高橋吉彦（第1,3,5-7回）
- 技術協力：OMNIBUS JAPAN（第1-30回）
- 美術協力：Maaya Wakasugi（Maaya→第9,21回は、不参加）
- 韓国コーディネーション：キムジョンウン（medix korea、第29回）
- 撮影協力：神田すずらん通り商店街、谷中銀座商店街（共に第29回）、大阪公立大学 倉方俊輔、毎日ビルディング、湘南藤沢フィルム・コミッション、藤沢市、湘南なぎさパーク（共に第30回）
- モニター：大江房夫（第18回）
- AD：市田卓也（第1,3回）、長野郁子（第1,3,6回）、寺岡沙織（第1,3,6,8回）、北條学（第3,5-8回）、今野舞紀（第3,5-8回）、後藤衿奈（第5,8回）、半澤美穂（第7回）、入澤真之（第8回）、堀真奈美（第9,10回）、中川聡巴（第9-11回）、荻原未美花（第9,11回）、大木奈菜（第9回）、吉田大器（第1,3,6,8,9,11回）、倉本華奈（第9回）、水賀美佑太（第7,9-11回）、山田拓海（第10,11,13回）、小林祐一（第10回）、長谷川未咲（第10回）、布施磨依（第10回）、中野静香（第10-12回）、安蒜和也（第10,12,16,18回）、中村知佳（第11回）、峯村翼（第11,12回）、新井夏美（第12回）、吉岡弘晃（第12回）、堀内春菜（第12回）、浦井千香子（第12,13回）、上千香東亨（第12,13回）、髙橋歩生（第12,13回）、村岡美里（第13,15回）、篠原彩夏（第13回）、渋谷さくら（第13回）、会田香津沙（第13回）、藤巻春咲（第13回）、杉本佑雅（第14回）、雨宮優（第14回）、大澤菜穂（第14回）、田中綾（第14回）、深井香織（第14回）、伊藤千夏（第15回）、長谷川美咲（第15回）、夷祐衣子（第16回）、大和田百華、鈴木麗奈、時村佳那、長曽我部理紗、新井由佳子（大和田～新井→第17回）、岡田友理彩（第18回）、梶屋菜津美、伊藤志帆、中本星亜（梶屋～中本→第19回）
- AP：操谷亮（第5,6,9-11回）、山崎麻里江（第1,3回）、岩田真奈美（第3回）、徳永勝也（第5回）、宮木千佳（第5回）、井島あおい（第7回）、明田未妃（第7,14回）、神野友里（第10回）、河野稔之（第10回）、高橋理恵（第12回）、袴田有美（第12-14回、第5,7,9回は、AD）
- ディレクター：加藤昌義（第1回）、高野透矢（第1回）、平元潤（第1,3,10回）、大西徹（第1,3,5,6,8-14,17,26-28,30回）、武信考（第1,5,6,7-9,12-15回、第11回は、演出）、大喜多高志（第3回）、伊藤茉莉衣（第5回）、東海林大介（第5,12-14,16回）、長岡新（第5,8,9,12,14,19,23,25,27,28回）、斉藤哲夫（第6,7回）、沖浦雅俊（第6,8-14回）、南大輔（第6-8回）、長沼秀幸（第6-8,11,13-16,18,20,24回、第1,3回はAD）、三上昭人（第7回）、宮本将孝（第7,10,21回）、大矢啓太（第8回）、白石公太（第8回）、山本祥太（第8,9回、第1回はAD）、西山嘉昭（第9,13回）、小嶋克也（第10回）、野本悟史（第10回、第7回はAD）、木村亮（第10,11,13,15,17,19,20,30回）、田場亮耶（第11-14,17,19-21回）、柳沼宏輔（第13回、第6,8回は、AD）、小澤博之（第13回）、萩原博喜（第14回）、千葉淳平（第14回）、竹田爽輝（第16回）、小林淳一（第16,22,25回）、内出有布（第17,19,20,22-24,27-30回）、田中亮、小林哲平（共に第19回）、川端洋輔、植木光雄、藤田豊平（共に第20回）、平井正寿、三井利行、松本恭誠（共に第22回、松本→第14回はAD）、渡辺伸（第22,24回、第9,10,12-14,16,18,20,23回は渡邊名義）、神谷洸太朗（第22,24,25回）、菊地要介（第22,27回、第19回はAD）、三浦広大（第23,25-28,30回）、今泉哲也（第24,27回）、大西千香（第24回、第10,11回はAD、第11回第10回は千春名義）、籾山裕太、砂川隼樹、井宮権人（共に第24回）、木村恵二郎、久保田篤哉（共に第24,27回）、市川隆、佐々木織恵、橋本翔輝（共に第25回、橋本→第18回はAD）、齋藤郁恵、南條友香、中野栞里（共に第26回、南條→第11回はAD）、栗原利典（第27回）、石神颯太（第27回）、相澤なつみ、清水克洋、山越由貴（共に第28回）、須田真光（BEE OURS、第29回）、杉山翼（第30回）/ 平岩洵人（第20回、第17,19回はAD）、髙田菜月（第20回、第19回はAD）、角田勝也、高橋翔生、渡邊宏基（共に第20回）、岡森可南子（第20回、第12-14,17,19回はAD）、山井寿紀（第20回）、中島真紀（第20,22回、第14,15,17,19回はAD）、久保田葵（第20,23回）、宮本深雪（第20,23,24回）、安藤桃佳、河村静香、鈴木琴音（共に第21回）、田和拓朗、西悠斗（共に第22回）、増田唯（第22,23回）、澁谷海（第22,23,25-29回、第16回はAD）、邊見朋輝（第22,24,30回）、枡村チャンリカ裕美（第22,24,28-30回）、八木淳志、池田彩乃、坂本裕磨、岩井香奈依（共に第23回、岩井→第10回はAD）、田浦悠太郎（第23,24回）、榊原由佳（第24回、第13回はAD）、笹部好生、泉晶子、山口智教、佐々木彩乃、藤口和也、金子頼久、舘山そら（共に第24回）、福田奈未（第24-26回）、福岡航平（第24-27回）、小松加奈（第24,27,28回）、富樫海光（第25,26回）、杉村由香子、平山結衣、小畠彩乃、佐藤花穂、土屋弘一（共に第25回、土屋→第13回はAD）、折本未奈（第25,27,29回）、白井拓人、髙橋知子、池田亮太、野々村綾乃、工藤駿介、桶谷宗太（共に第26回）、寺方愛美、大渕拓郎、久保友乃、福田莉於（共に第27回）、小原菜桜、松井一樹（共に第27,28回）、飯田萌愛、宮本竣介、長坂真帆（共に第28回）、月舘侑希（第28,30回）、早田紫門（第29,30回）、纐纈眞子、小山実桜（共に第29回）、藤﨑美月、増田奈緒美（共に第30回）
- プロデューサー：吉田尚代（第1回）、渡邊文哉（第11回）、柏原萌人（第24-28回）、坂本真起子（第1回）、佐藤里絵（第1-8,13-15,17,19,20,22-25,27-30回）、円城寺剛（第3-14回）、羽村直子（第7回）、山下仁志（第7,9,13,14,23-25,27-30回、第1,3,6,8回は、AP）、中條直子（第10回）、牛山亜紀子（第10,11回、第1回は、AP）、末永裕俊（第11回）、我妻哲也（第13-15,17,19-26回、第1,3,6-9回は、ディレクター）、本間愛海（第20,21,26,30回）、飛戸亜紀、山谷紅葉、日下潤、川俣和也、阿部さちよ（共に第24回）/ 後藤めぐみ（第20回、第1,3,6-15,19回はAP）、小暮美帆（第20回、第17,19回はAP）、本山ひかる（第21回）、松田奈央（第22回）、東野真有（第22-27,29回）、守澤はるか（第23,25,26回）、三島綾乃、廣瀬詩歩（共に第24回）、吉田亜美、上岡恵莉華（共に第24,25回）、北川法子（第26回）、古川栞（第26,27回）、辻本麻莉、会田香寿沙（共に第28回）、川邊水稚（第30回）
- チーフプロデューサー：伊東修（第1-8回）、横田崇（第9-15,21-30回、第1-8回は、プロデューサー）、倉田忠明（第16-20回）
- 制作協力：spice Factory（第1-15,17,19,20,22-25,27-30回）、SINGARI（第7回）、DAYDREAM（第10回）、Baka Best、てっぱん（共に第24回）